# Jacqueline Herzet
 (octobre 2017).
Si vous disposez d'ouvrages ou d'articles de référence ou si vous connaissez des sites web de qualité traitant du thème abordé ici, merci de compléter l'article en donnant les références utiles à sa vérifiabilité et en les liant à la section « Notes et références ».
Jacqueline Herzet, née le 6 avril 1939 à Flémalle-Grande est une femme politique belge wallonne, membre du PRL, aujourd'hui MR.
Elle est gérante de société.
Jacqueline Herzet se fit surtout connaître en tant que membre de la commission parlementaire en 1996 à la suite de l'affaire Dutroux.
Elle est chevalier de l'Ordre de Léopold.

## Fonctions politiques
- Sénatrice du 23 décembre 1991 au 21 mai 1995.
- Députée fédérale du 21 mai 1995 au 10 avril 2003.
- Conseillère provinciale (province du Brabant Wallon) depuis 2006.
- Bourgmestre de Rixensart de 1994 à 2005.